# Акамарачи
Акамарачи (исп. Acamarachi) — вулкан на севере Чили в области Антофагаста. Высота — 6023 м.
Акамарачи, также известный как Пили, является стратовулканом, расположенным к северо-востоку от вулканов Агуас-Кальентес и Ласкар, и к юго-западу от сектора Салар-де-Пухса Национальный Заповедник Лос-Фламингос, в области Антофагаста в Чили. Вулкан находится на высоком плато под названием Пуна-де-Атакама недалеко от солончака Салар-де-Атакама.
Форма вулкана — крутосторонний конус с наклонами до 45 градусов. Он находится в юго-восточном конце маленькой группы вулканов, простирающейся к Колачи на северо-запад. У вулкана есть старый вершинный кратер. В кратере обнаружено маленькое озеро приблизительно 10-15 м в диаметре. Это, наиболее вероятно, второе самое высокое озеро в мире, расположенное в кратере, и также второе самое высокое озеро любого вида в Южной Америке, после озера кратера Охос-дель-Саладо.

## История
Вулкан был прибежищем Инков. Здесь были найдены металлические и текстильные предметы, которые выставлены в музее в городке Сан-Педро-де-Атакама.